# هاري جاكوبي
هاري جاكوبي (بالإنجليزية: Harry Jacoby)‏ هو مدرب كرة سلة أمريكي، ولد في 1910، وتوفي في 1993.